# Smilax elastica
Smilax elastica är en enhjärtbladig växtart som beskrevs av August Heinrich Rudolf Grisebach. Smilax elastica ingår i släktet Smilax och familjen Smilacaceae. Inga underarter finns listade.